# Literaturjahr 1876
Liste der Literaturjahre

◄◄ | ◄ | 1872 | 1873 | 1874 | 1875 | Literaturjahr 1876 | ►

Weitere Ereignisse

## Ereignisse

### Prosa
- Der Roman Die Abenteuer des Tom Sawyer von Mark Twain erscheint.

### Drama
- 24. Februar: Henrik Ibsens dramatisches Gedicht Peer Gynt wird mit Edvard Griegs Bühnenmusik im Christiania Theater in Christiania, dem heutigen Oslo, uraufgeführt.

### Periodika

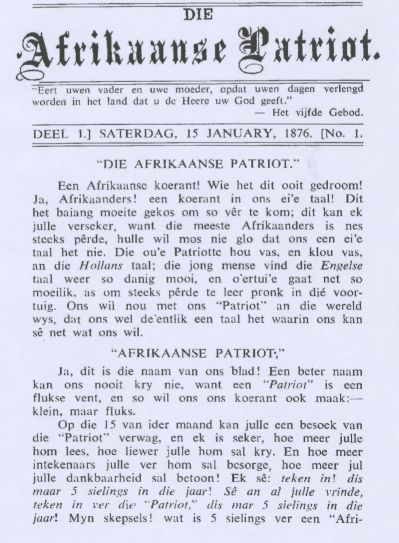
Die Afrikaanse Patriot, herausgegeben von der Genootskap van Regte Afrikaners

- 15. Januar: Als erste Zeitschrift in Afrikaans erscheint – vorerst monatlich – Die Afrikaansche Patriot, herausgegeben von der Genootskap van Regte Afrikaners in der südafrikanischen Stadt Paarl.
- 5. März: Eugenio Torelli Viollier gründet in Mailand die Tageszeitung Corriere della Sera.

### Wissenschaftliche Literatur
- Friedrich Nobbe veröffentlicht sein Handbuch der Samenkunde, das zu den bedeutendsten Werken der wissenschaftlichen Landbauliteratur gehört.

## Geboren

### Erstes Halbjahr
- 09. Januar: Hans Bethge, deutscher Dichter († 1946)
- 12. Januar: Ermanno Wolf-Ferrari, deutsch-italienischer Komponist († 1948)
- 19. Januar: Dragotin Kette, slowenischer Schriftsteller († 1899)
- 25. Januar: Herbert Eulenberg, deutscher Dichter und Schriftsteller († 1949)
- 27. Januar: Philipp Stauff, deutscher Journalist und Schriftsteller († 1923)
- 29. Januar: Pedro Sinzig, Franziskaner, brasilianischer Schriftsteller, Journalist und Komponist († 1952)

- 06. Februar: Wilhelm Schmidtbonn, deutscher Schriftsteller († 1952)
- 21. Februar: Sophie von Arnim, deutsche Schriftstellerin († 1949)
- 25. Februar: Philip Graves, britischer Journalist († 1953)

- 06. März: Hedda Eulenberg, deutsche Übersetzerin († 1960)
- 15. März: Kambara Ariake, japanischer Schriftsteller († 1952)
- 21. März: Ludwig Finckh, deutscher Schriftsteller († 1964)
- 23. März: Karl Seidenstücker, deutscher Buddhist, Autor und Übersetzer († 1936)
- 31. März: Astrid Ahnfelt, schwedische Schriftstellerin († 1962)
- 31. März: Borisav Stanković, serbischer Schriftsteller († 1927)

- 13. April: Are Waerland, finnlandschwedischer Ernährungsreformer und Autor († 1955)
- 15. April: Raoul Auernheimer, österreichischer Jurist und Schriftsteller († 1948)
- 15. April: Friedrich Radszuweit, deutscher Unternehmer und Schriftsteller († 1932)
- 22. April: Ole Edvart Rølvaag, norwegisch-amerikanischer Schriftsteller († 1931)
- 23. April: Arthur Moeller van den Bruck, deutscher Kulturhistoriker und Schriftsteller († 1925)

- 03. Mai: Arthur Luther, deutscher Literaturwissenschaftler, Bibliothekar, Übersetzer und Dolmetscher († 1955)
- 04. Mai: Chikamatsu Shūkō, japanischer Schriftsteller und Literaturkritiker († 1944)
- 09. Mai: Ernst Hardt, deutscher Schriftsteller († 1947)
- 10. Mai: Ivan Cankar, slowenischer Schriftsteller († 1918)
- 19. Mai: Saint-Georges de Bouhélier, französischer Schriftsteller († 1947)

- 03. Juni: Ramón Cabanillas, spanisch-galicischer Schriftsteller († 1959)
- 05. Juni: Anton Günther, Volksdichter und Sänger des Erzgebirges († 1937)
- 20. Juni: Ladislaus Tuszyński, österreichischer Illustrator, Karikaturist und Trickfilmzeichner († 1943)
- 27. Juni: Artur Dinter, deutscher Schriftsteller und NS-Politiker († 1948)

### Zweites Halbjahr
- 12. Juli: Alphaeus Philemon Cole, US-amerikanischer Künstler, Graveur, Illustrator, Radierer († 1988)
- 14. Juli: Henri Fabre, französischer Journalist († 1969)
- 17. Juli: Aleksander Majkowski, kaschubischer und polnischer Autor († 1938)

- 08. August: Hans Karl Abel, deutscher Schriftsteller († 1951)
- 17. August: Theodor Däubler, deutscher Schriftsteller († 1934)
- 26. August: Erich Ziegel, deutscher Schauspieler, Regisseur, Intendant und Bühnenautor († 1950)
- 28. August: Heinrich Wolfgang Seidel, deutscher Pfarrer und Schriftsteller († 1945)

- 13. September: Sherwood Anderson, US-amerikanischer Schriftsteller († 1941)
- 17. September: Leonhard Schrickel, deutscher Schriftsteller von historischen Romanen und Heimatforscher († 1931)
- 18. September: Fritz Stavenhagen, niederdeutscher Dramatiker († 1906)
- 29. September: Fridolin Holzer, deutscher Verleger, Dichter und Bürgermeister († 1939)

- 07. Oktober: Leo Sternberg, deutscher Schriftsteller und Poet († 1937)
- 09. Oktober: Rose Austerlitz, deutsche Schriftstellerin und Redakteurin († 1939)
- 11. Oktober: Gertrud von le Fort, deutsche Schriftstellerin († 1971)
- 27. Oktober: Ernst Heinrich Lange, deutscher Verleger († 1952)
- 31. Oktober: Natalie Clifford Barney, US-amerikanische Begründerin eines Literarischen Salons († 1972)

- 09. November: Annemarie von Auerswald, deutsche Stiftsdame, Schriftstellerin und Museumsleiterin († 1945)
- 21. November: Olav Duun, norwegischer Schriftsteller († 1939)
- 23. November: Oskar Katzenellenbogen, polnischer Journalist und Literaturkritiker († 1942)
- 25. November: Joseph Anton Schneiderfranken, deutscher Schriftsteller und Maler († 1943)

- 01. Dezember: Louvigny de Montigny, kanadischer Journalist, Schriftsteller und Kritiker († 1955)
- 03. Dezember: August Lämmle, deutscher Mundartdichter († 1962)
- 09. Dezember: Ōta Mizuho, japanischer Schriftsteller († 1955)

- 15. Dezember: Ferdinand Hardekopf, deutscher Journalist, Schriftsteller, Lyriker und Übersetzer († 1954)
- 20. Dezember: Martha Müller-Grählert, niederdeutsche Schriftstellerin († 1939)
- 22. Dezember: Filippo Tommaso Marinetti, italienischer Dichter und Politiker († 1944)

### Genaues Geburtsdatum unbekannt
- Julius Simonsen, deutscher Kaufmann, Fotograf und Verleger († 1943)

## Gestorben
- 03. Februar: Gino Capponi, italienischer Politiker, Historiker und Dichter (* 1792)
- 16. Februar: Karl Gustav Nieritz, deutscher Volks- und Jugendschriftsteller (* 1795)

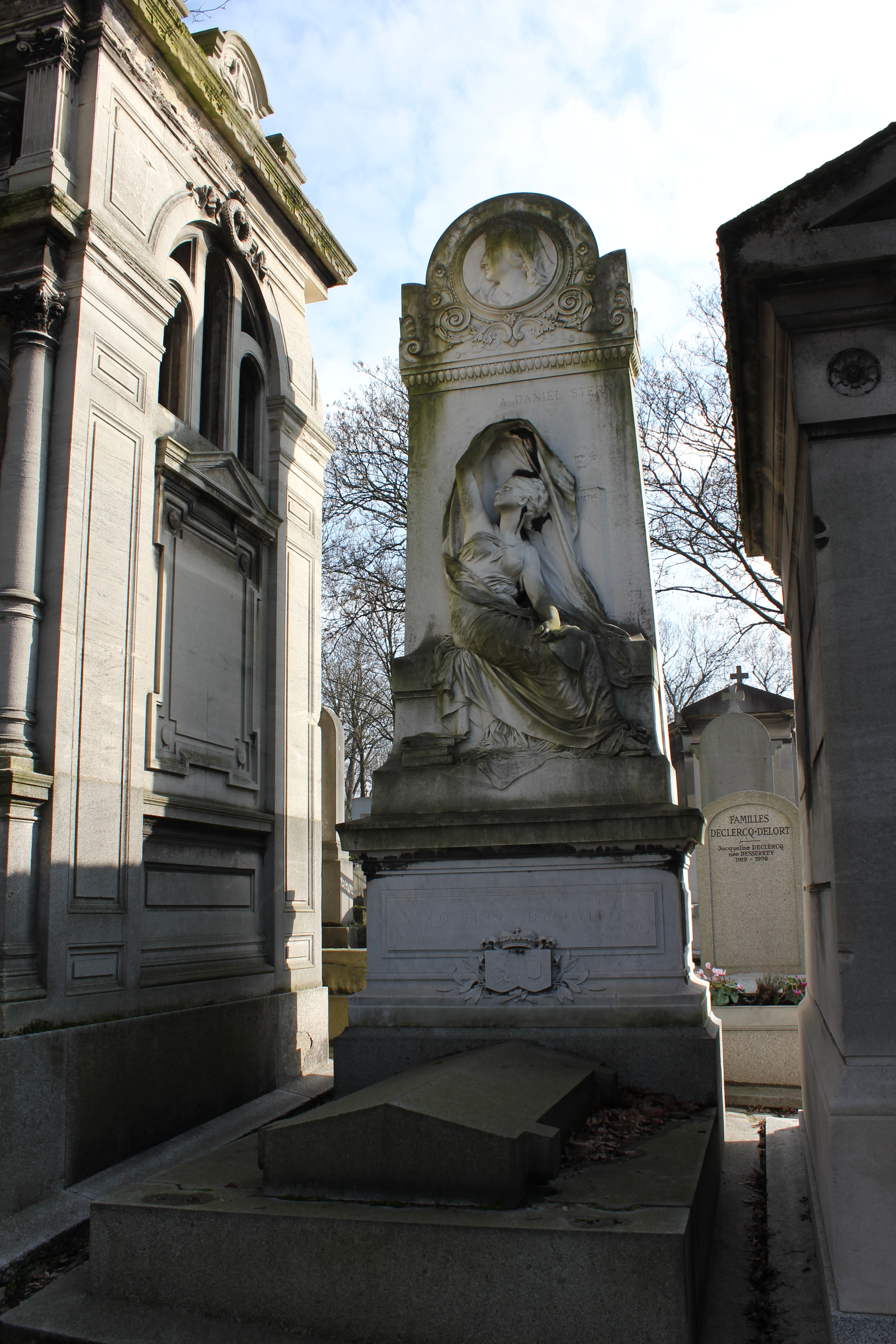
Grab von Marie d'Agoult alias Daniel Stern auf dem Friedhof Père-Lachaise

- 05. März: Marie Cathérine Sophie d’Agoult, französische Schriftstellerin (* 1805)
- 18. März: Ferdinand Freiligrath, deutscher Lyriker, Dichter und Übersetzer (* 1810)
- 20. März: Alois Boczek, österreichischer Finanzbeamter, Journalist, Abgeordneter in der Frankfurter Nationalversammlung (* 1817)

- 03. April: Henriette Davidis, deutsche Köchin und Kochbuchautorin (* 1801)
- 22. April: Édouard d’Anglemont, französischer Dichter (* 1798)

- 07. Mai: Franz Graf von Pocci, deutscher Zeichner, Radierer, Schriftsteller und Musiker (* 1807)
- 14. Mai: Eduard Pelz, deutscher Buchhändler, Verleger, Politiker, Publizist, Reiseschriftsteller und Mitglied des Frankfurter Vorparlaments (* 1800)

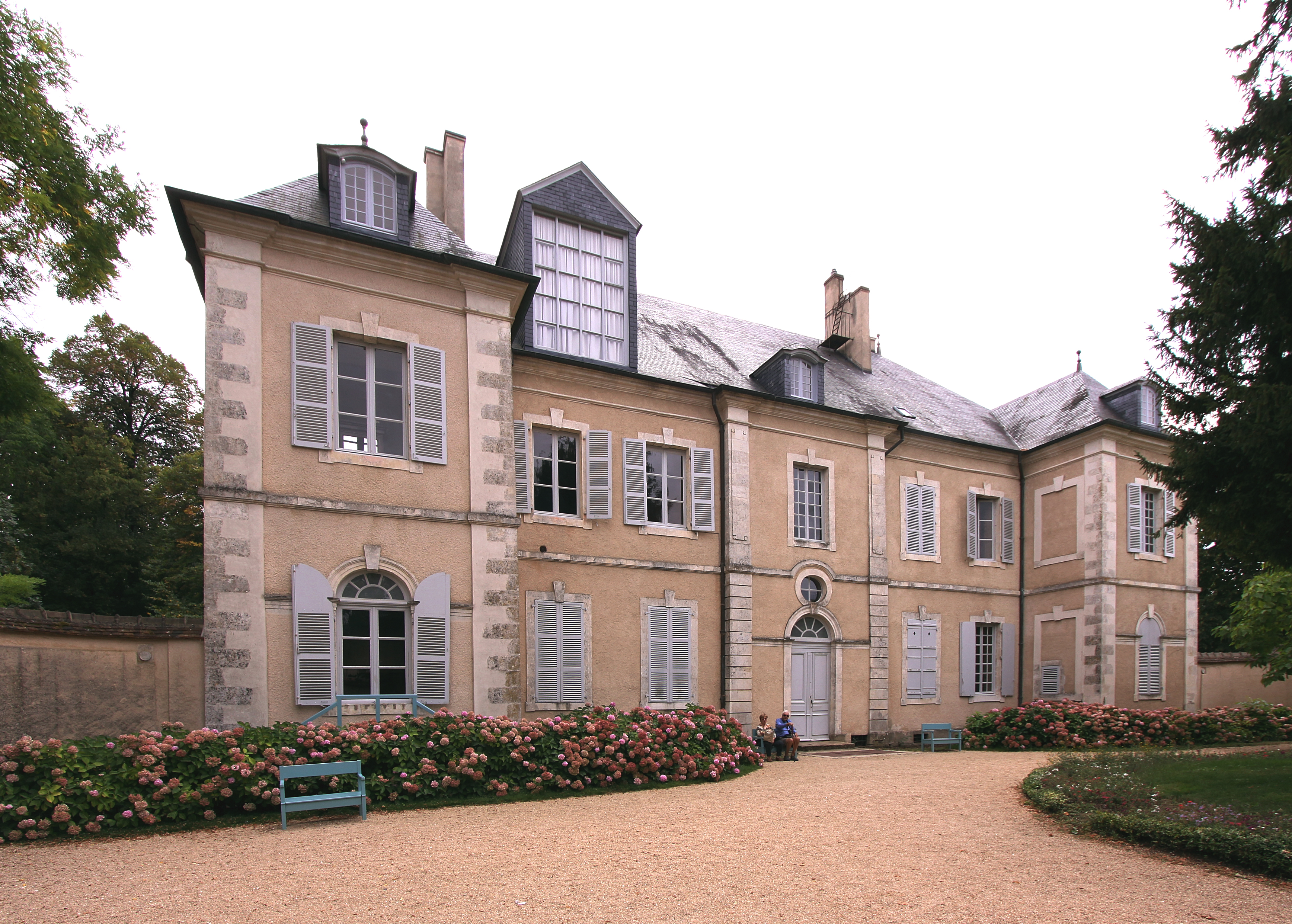
Das Haus George Sand in Nohant-Vic

- 08. Juni: George Sand, französische Schriftstellerin (* 1804)
- 24. Juni: Jules Assézat, französischer Journalist, Verleger und Anthropologe (* 1832)

- 15. Juli: Aleksander Fredro, polnischer Dramatiker (* 1793)
- 18. Juli: Karl Joseph Simrock, deutscher Dichter und Schriftsteller (* 1802)
- 26. Juli: Karl Uschner, deutscher Übersetzer antiker Dichtungen (* 1802)

- 21. August: Gustav Simon, deutscher Chirurg und Autor medizinischer Bücher (* 1824)
- 27. August: Michel Rodange, luxemburgischer Schriftsteller (* 1827)

- 12. September: Alexander Graf von Auersperg, österreichischer Dichter und Politiker (* 1806)
- 25. September: Adolf Glaßbrenner, deutscher Humorist und Satiriker (* 1810)

- 07. Oktober: Georg Heinrich Pertz, deutscher Historiker und Bibliothekar (* 1795)
- 19. Oktober: Wendelin Haid, katholischer Theologe und Bibliothekar (* 1803)

- 12. November: Edouard Plouvier, französischer Dramatiker und Librettist (* 1821)
- 16. November: Julius Lasker, preußischer Mediziner und Schriftsteller (* 1811)
- 21. November: Vinzenz Jakob von Zuccalmaglio, deutscher Schriftsteller (* 1806)
- 26. November: Heinrich Ernst Bindseil, deutscher Bibliothekar und Historiker (* 1803)

- 07. Dezember: Hermann von Barth, deutscher Bergsteiger und Schriftsteller (* 1845)
- 13. Dezember: Johannes Zimmermann, deutscher evangelischer Missionar, Sprachforscher und Bibelübersetzer (* 1825)
- 18. Dezember: Luise Hensel, deutsche Dichterin (* 1798)
- 26. Dezember: Georg Friedrich Ludwig Avé-Lallemant, deutscher Theologe und Bibliothekar (* 1807)
- 28. Dezember: Frederik Paludan-Müller, dänischer Schriftsteller (* 1809)